# Герб Заозерного (Крим)
Герб Заозерного затверджений 25 травня 2004 року рішенням Заозерненської селищної ради.

## Опис герба
У синьому полі срібно-червона вежа маяка у променях золотого сонця та срібна чайка. У золотих полях зображення статуетки «Амазонка, яка скаче на коні» та червона чаша перевита змією.

## Символіка
Статуетка «Амазонка, що скаче», знайдена при розкопках у греко-скіфському поселенні V століття до нашої ери і символізує зв'язок з глибоким історичним корінням селища. Змія, що обвиває чашу символізує цілющих властивостей регіону та санаторно-курортних установ, розташованих на території селища, а також зв'язки з містом-курортом Євпаторія, на гербі якого розташований цей символ здоров'я і благополуччя. Море і сонце — символ бальнеологічного курорту, а в центрі на тлі заходу сонця зображений світловий маяк, як найбільш впізнаваний об'єкт на території селища. Чайка — символ першого санаторно-курортного закладу не лише селища Заозерне, а й міста Євпаторія, а також загальновідомої назви даної території серед мешканців та гостей міста та селища.

## Критика герба
Герб виконаний у емблемній манері, з порушенням норм геральдичної колористики. Також невідповідним є внесення у поле щита назви поселення.